# Baek Jin-hee
Baek Jin-hee (Hangul: 백진희, RR: Baek Jin-hui) es una actriz surcoreana, más conocida por haber interpretado a Geum Sa-wol en la serie Mi hija, Geum Sa-wol.

## Biografía
Estudió en la Universidad Yong In (en inglés: "Yong In University").
Es buena amiga del cantante surcoreano Lee Hong-ki miembro del grupo "F.T. Island".
Desde abril del 2016 sale con el actor surcoreano Yoon Hyun-min.

## Carrera
Desde el 2016 es miembro de la agencia "J-Wide Company".
Ha aparecido en sesiones fotográficas para "The Celebrity", "Céci", "Marie Clare", "Vogue Girl", "The Star", "ADDYK", "Sure", "Esquire", "InStyle", entre otros.
En 2009 se unió al elenco secundario de la serie Loving You a Thousand Times donde dio vida a Go Eun-jung, la hermana de Go Eun-nim (Lee Soo-kyung).
En noviembre de 2010 apareció en la película Foxy Festival donde interpretó a Ja-hye, la hija de Ju Seon-shim (Shim Hye-jin).
En 2011 se unió al elenco secundario de la serie High Kick: Revenge of the Short Legged donde dio vida a Baek Jin-hee, la compañera de la escuela de Ha Sun (Park Ha-sun).
En noviembre de 2012 se unió al elenco de la serie Jeon Woo-chi donde interpretó a Lee Hye-ryung, una joven que se encuentra buscando a su hermano perdido Lee Chi, cuya identidad es usurpada por el mago Jeon Woo-chi (Cha Tae-hyun).
En abril del 2013 se unió al elenco principal de la serie Pots of Gold donde dio vida a Jung Mong-hyun , hasta el final de la serie en septiembre del mismo año.
El 28 de octubre del mismo año se unió al elenco principal de la serie Empress Ki donde interpretó a Tanashiri (personaje basado en la emperatriz consorte Danashiri de la dinastía Yuan), una de las enemigas de la Emperatriz Ki (Ha Ji-won), hasta el final de la serie en abril del 2014.
En mayo del 2014 se unió al elenco principal de la serie surcoreana Triangle donde dio vida a Oh Jung-hee, un joven de bajos recursos y la novia de Jang Dong-chul (Kim Jae-joong), hasta el final de la serie del mismo año.
En octubre del mismo año se unió al elenco principal de la serie Pride and Prejudice donde interpretó a Han Yeol-mu, una exdetective convertida en fiscal, hasta el final de la serie en enero del 2015. La actriz Park Si-eun interpretó a Yeol-mu de joven.
El 5 de septiembre de 2015 se unió al elenco principal de la serie My Daughter, Geum Sa-wol donde dio vida a Geum Sa-wol, hasta el final de la serie el 28 de febrero de 2016.
Ese mismo año apareció por primera vez como invitada en el popular programa surcoreano Running Man donde formó parte del equipo "Jin-hee Team" junto a Yoo Jae-suk, Kim Jong-kook, Ha-ha, Gary, Lee Kwang-soo y Ji Suk-jin durante el episodio 256.
El 28 de noviembre del mismo año apareció como invitada durante el episodio número 456 del programa Infinite Challenge.
En 2016 se convirtió en la nueva modelo para la marca de soju "Charm Soju" y para la marca de maquillaje "9wishes".
El 18 de enero de 2017 se unió al elenco de la serie Missing 9 donde interpretó a Ra Bong-hee, la estilista de la celebridad Seo Joon-oh (Jung Kyung-ho), cuyo primer día de trabajo termina en desastre cuando el avión en el que viaja junto con otras personas se estrella en una isla deshabitada y pronto tiene que luchar para sobrevivir y escaparse de un asesino que va matando a cada uno de los sobrevivientes, hasta el final de la serie el 9 de marzo del mismo año.
El 4 de diciembre del mismo año se unió al elenco principal de la serie Jugglers donde interpretó a Jwa Yoon-yi, una mujer pasiva y obediente que comienza a trabajar como secretaria para el frío Nam Chi-won (Choi Daniel), hasta el final de la serie el 23 de enero de 2018.
El 16 de julio de 2018 se unió al elenco de la serie Let's Eat 3, donde dio vida a Lee Ji-woo, hasta el final de la serie el 28 de agosto del mismo año.
El 7 de noviembre del mismo año se unió al elenco principal de la serie Feel Good to Die (también conocida como "Happy If You Died") donde interpretó a Lee Roo-da, una franca asistente de gerente de una empresa, hasta el final de la serie el 27 de diciembre del mismo año. El drama está basado en el webtoon del mismo nombre "Happy If You Died".
En abril de 2019 se anunció que realizaría una aparición especial en un episodio de la serie My Fellow Citizens!, donde interpreta a una recién casada junto a Choi Daniel, que van a firmar un contrato por su apartamento, pero que terminan enfrentándose a los estafadores Yang Jung-guk (Choi Si-won) y Yang Si-cheol (Woo Hyun).

## Apoyo a beneficencia
Desde el 2012 participa en actividades para el apoyo de niños en Asia con "Plan Korea", una organización benéfica internacional.
Ha ayudado a la campaña "Verde Allure", encargada de protección de animales, y a la campaña "Pink Wings", encargada de ayudar a la familia de niños sin padres.
En enero de 2015 hasta febrero del mismo año Jin-hee estuvo en Camboya como voluntaria.
En marzo del 2016 viajó a nuevamente a Camboya, donde participó como mentora de niños.
En mayo del mismo año junto a Song Jae-rim participaron en la campaña de "Plan Korea" en el parque temático Everland para crear conciencia sobre los derechos de los niños en las naciones subdesarrolladas.

## Filmografía

### Series de televisión
| Año     | Título                                 | Personaje             | Notas                     | Ref.   |
| ------- | -------------------------------------- | --------------------- | ------------------------- | ------ |
| 2008    | Crime                                  |                       |                           |        |
| 2009    | Loving You a Thousand Times            | Go Eun-jung           |                           |        |
| 2010    | Drama Special "Secret Flower Garden"   | Park Yeo-jin          |                           |        |
| 2011    | Drama Special "Hair Show"              | Lee Young-won         |                           |        |
| 2011    | High Kick: Revenge of the Short Legged | Baek Jin-hee          |                           |        |
| 2012-13 | Jeon Woo-chi                           | Lee Hye-ryung         |                           |        |
| 2013    | Pots of Gold                           | Jung Mong-hyun        |                           |        |
| 2013-14 | Empress Ki                             | Tanashiri (Danashiri) |                           |        |
| 2014    | Triangle                               | Oh Jung-hee           | 26 episodios              |        |
| 2014-15 | Pride and Prejudice                    | Han Yeol-mu           | 21 episodios              |        |
| 2015-16 | My Daughter, Geum Sa-wol               | Geum Sa-wol           | 51 episodios              |        |
| 2017    | Missing 9                              | Ra Bong-hee           | 18 episodios              |        |
| 2017-18 | Jugglers                               | Jwa Yoon-yi           | 16 episodios              |        |
| 2018    | Let's Eat 3                            | Lee Ji-woo            | 14 episodios              |        |
| 2018    | Feel Good to Die                       | Lee Roo-da            | 32 episodios              |        |
| 2019    | My Fellow Citizens!                    | Recién casada         | Ep. 14                    | [ 32 ] |
| 2020    | My Holo Love                           | (voz)                 | Ep. 6                     |        |
| 2022    | Curtain Call                           | Jin-sook              | Aparición especial, ep. 9 | [ 36 ] |
| 2023    | The Real Has Come!                     | Oh Yeon-doo           | 50 episodios              | [ 37 ] |

### Películas
| Año  | Título                         | Personaje   | Notas                                                                            |
| ---- | ------------------------------ | ----------- | -------------------------------------------------------------------------------- |
| 2009 | Bandhobi                       | Min-seo     | Junto a Mahbub Alam, Lee Il-hwa, Park Hyuk-kwon, Jung Dong-gyu y Kim Jae-rok     |
| 2010 | Foxy Festival                  | Ja-hye      | Junto a Shin Ha-kyun, Uhm Ji-won, Shim Hye-jin, Sung Dong-il y Ryoo Seung-bum    |
| 2012 | Hoya (Eighteen, Nineteen)      | Seo-ya      | Junto a Yoo Yeon-seok, Uhm Hyun-kyung, Lee Young-jin, Choi Deok-moon y Jin Kyung |
| 2013 | Horror Stories 2: The Accident | Kang Ji-eun | Junto a Kim Seul-gi, Jung In-sun y Kim Gi-cheon                                  |

### Programas de televisión
| Año             | Programa                                     | Notas               |
| --------------- | -------------------------------------------- | ------------------- |
| 2013            | Love for Everyone the Plan                   | -                   |
| 2013            | Hello Counselor                              | Ep. #126 - invitada |
| 2014            | Law of the City                              | miembro             |
| 2015            | Style Live                                   | invitada            |
| 2015            | Infinite Challenge                           | Ep. 456 - invitada  |
| 2015            | Running Man                                  | Ep. 256 - invitada  |
| 2016            | Get It Beauty                                | invitada            |
| 2019 - presente | The Best of Rest Stops (Delicious Rest Stop) | miembro             |

### Presentadora
| Año  | Programa                  | Notas           |
| ---- | ------------------------- | --------------- |
| 2018 | 54th Baeksang Arts Awards | junto a Doojoon |

### Radio
| Año  | Programa        | Notas    |
| ---- | --------------- | -------- |
| 2015 | Sunny's FM Date | invitada |

### Videos musicales
| Año  | Artista      | Canción              | Notas                        |
| ---- | ------------ | -------------------- | ---------------------------- |
| 2010 | Lee Seok-hun | "Station"            | apareció en el video musical |
| 2014 | The One      | "One Two Three Four" | apareció en el video musical |

### Anuncios
| Año  | Título                                 | Notas                    |
| ---- | -------------------------------------- | ------------------------ |
| 2016 | Charm Soju                             | apareció en los anuncios |
| 2016 | 9wishes                                | apareció en los anuncios |
| 2010 | Shilla beuredaenko (신라명과 브레댄코) | apareció en los anuncios |
| 2010 | Cowon                                  | apareció en los anuncios |
| 2009 | Isis DMZ 2km                           | apareció en los anuncios |
| 2008 | Clean & Clear                          | apareció en los anuncios |
| -    | Pledge Snacks                          | apareció en los anuncios |
| -    | Pebeurijeu (쫄병스낵)                  | apareció en los anuncios |
| -    | Biggie                                 | apareció en los anuncios |
| -    | Japan Joint Campaign                   | apareció en los anuncios |
| -    | Woori Financial Grou                   | apareció en los anuncios |
| -    | Hot Chocolate Mitte                    | apareció en los anuncios |
| -    | Anycall Times Girls                    | apareció en los anuncios |

## Premios y nominaciones
| Año  | Premio                      | Categoría                                            | Series / Películas                     | Resultado | Ref.   |
| ---- | --------------------------- | ---------------------------------------------------- | -------------------------------------- | --------- | ------ |
| 2009 | Cine21 Magazine             | New Actress of the Year                              | Bandhobi                               | Nominada  |        |
| 2010 | 46th Baeksang Arts Award    | Mejor actriz revelación                              | Bandhobi                               | Nominada  |        |
| 2011 | 48th Grand Bell Award       | Mejor actriz revelación                              | Foxy Festival                          | Nominada  |        |
| 2011 | 32nd Blue Dragon Film Award | Mejor actriz revelación                              | Foxy Festival                          | Nominada  |        |
| 2011 | Premios KBS Drama           | Mejor actriz in a One-Act Special/Short Drama        | Drama Special "Hair Show"              | Nominada  |        |
| 2011 | MBC Entertainment Award     | Popularity Award in a Sitcom/Comedy                  | High Kick: Revenge of the Short Legged | Ganadora  |        |
| 2013 | 7th Mnet 20's Choice Award  | 20's Booming Star - Female                           | Pots of Gold y Jeon Woo-chi            | Nominada  |        |
| 2013 | MBC Drama Award             | Mejor actriz revelación                              | Empress Ki                             | Ganadora  |        |
| 2014 | 50th Baeksang Arts Award    | Mejor actriz revelación (TV)                         | Empress Ki                             | Ganadora  |        |
| 2014 | 7th Korea Drama Award       | Excellence Award, Actress                            | Empress Ki                             | Nominada  |        |
| 2014 | 3rd APAN Star Award         | Mejor actriz de reparto                              | Empress Ki                             | Nominada  |        |
| 2014 | MBC Drama Award             | Excellence Award, Actress in a Special Project Drama | Pride and Prejudice y Triangle         | Ganadora  |        |
| 2015 | 34th MBC Drama Award        | Excellence Award, Actress in a Special Project Drama | My Daughter, Geum Sa-wol               | Nominada  |        |
| 2015 | 34th MBC Drama Award        | Top 10 Stars Award                                   | My Daughter, Geum Sa-wol               | Ganadora  |        |
| 2016 | 9th Korea Drama Award       | Top Excellence Award, Actress                        | My Daughter, Geum Sa-wol               | Ganadora  | [ 45 ] |
| 2018 | Premios KBS Drama           | Mejor pareja (junto a Choi Daniel)                   | Jugglers                               | Ganadores |        |
| 2018 | Premios KBS Drama           | Excellence (Miniseries)                              | Jugglers y Feel Good to Die            | Ganadora  | [ 46 ] |